# Tobie Baader
Pour les articles homonymes, voir Baader.
Tobie Baader est un sculpteur sur bois allemand de la fin du XVIIe siècle.

## Biographie
Il est surtout connu par une Mater dolorosa dans la chapelle de l'hôpital de Munich. On conserve son portrait dans la sacristie. On cite encore de lui un Christ en croix, au monastère d'Attl, et une Vierge avec l'Enfant dans l'église de Schlehdorf.